# Naoki Hiraoka
Naoki Hiraoka (jap. 平岡 直起 Hiraoka Naoki; ur. 24 maja 1973) – japoński piłkarz występujący na pozycji pomocnika.

## Kariera klubowa
Od 1992 do 2007 roku występował w klubach Gamba Osaka, Nagoya Grampus Eight, Shimizu S-Pulse i FC Gifu.